# 26 mars 1983
Le samedi 26 mars 1983 est le 85e jour de l'année 1983.

## Naissances
- Íñigo Fernández Baptista, avocat mexicain
- Anti Saarepuu, fondeur estonien
- Daniel Ewing, joueur de basket-ball américain
- Eric Hacker, joueur américain de baseball
- Florian Faure, joueur de rugby
- J-five, rappeur américain
- Jelena Lozancic, joueuse de volley-ball française
- Jermu Porthén, joueur professionnel finlandais de hockey sur glace
- Juan van Deventer, athlète sud-africain de demi-fond
- Jung Ji-Hyun, lutteur sud-coréen
- Karina Maruyama, joueuse de football japonaise
- Mike Brenley, catcheur américain
- Roman Bednář, footballeur tchèque
- Teemu Lassila, joueur professionnel finlandais de hockey sur glace
- Toni Elías, pilote de moto espagnol
- Wagner Domingos, athlète brésilien

## Décès
- Anthony Blunt (né le 26 septembre 1907), historien de l'art anglais
- Donald Downes (né le 30 septembre 1903), écrivain américain de roman policier
- Gemma Bolognesi (née le 4 novembre 1894), actrice italienne
- Paul Fässler (né le 13 juin 1901), footballeur suisse
- Pierre Grosjean (né le 24 juin 1952), médecin français
- Suzanne Belperron (née le 26 septembre 1900), créatrice de bijoux française

## Événements
- Création de drapeau de l'Estrémadure
- Publication du premier disque de la chanteuse suédoise Carola : Främling